# Wohlenbeck (Lamstedt)

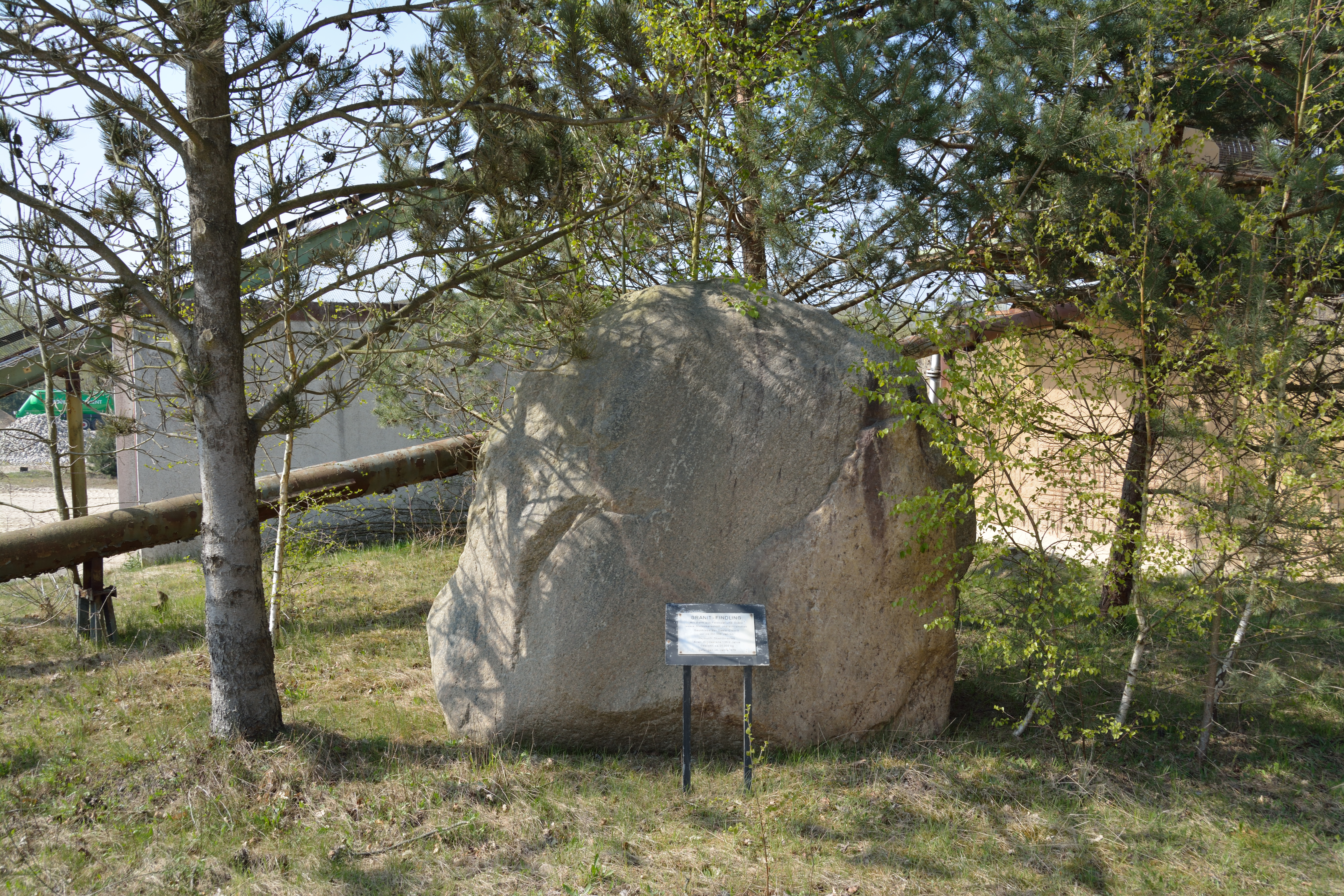
20 Tonnen schwerer Findling aus Granit, der 1979 in Wohlenbeck gefunden wurde

Wohlenbeck ist ein Dorf in der Gemeinde Lamstedt, Samtgemeinde Börde Lamstedt im Landkreis Cuxhaven, Niedersachsen. Zu Wohlenbeck gehört auch Wohlenbeckermoor.

## Geografie
Wohlenbeck liegt auf der Lamstedter Geest etwa fünf Kilometer von der Oste entfernt. Mit Westerberg liegt im Westen ein großer Wald. Im Osten von Wohlenbeck fließt der Hackemühlener Bach entlang. Das Gebiet dort ist ein Moor.
Die Nachbarorte sind Heeßel im Norden, Wohlenbeckermoor und Basbeck im Nordosten, Bornberg im Osten, Ihlbeek im Südosten, Hackemühlen und Rahden im Süden sowie Nordahn und Varrel im Westen.

## Geschichte
Der Ort wurde 1492 erstmals urkundlich erwähnt.
Der Name Wohlenbeck kommt von den Wörtern Woold (Wald) und Beek (Bach), also einem Bach, der durch oder an einem Wald entlang fließt.
Das Gut Wohlenbeck gehörte bis 1639 der Familie von Brobergen und wurde dann an Johann von Marschalck verkauft.

### Verwaltungsgeschichte
In der Franzosenzeit von 1810 bis 1814 gehörte der Ort zur Bürgermeisterei Lamstedt im Kanton Bremervörde. Das Gebiet gehörte während dieser Zeit im Jahr 1810 zum Königreich Westphalen und von 1811 bis 1814 zum Französischen Kaiserreich unter Napoleon.
Vor 1859 gehörte der Ort zu Börde Lamstedt im Amt Bremervörde und von 1859 bis 1885 im Amt Osten. 1885 kam es zum Kreis Neuhaus und 1932 zum Landkreis Land Hadeln. 1977 wurde es Teil des Landkreises Cuxhaven.
Bis zur Gemeindereform in Niedersachsen am 1. Juli 1972 war Wohlenbeck eine eigene Gemeinde und wurde dann Teil der Gemeinde Lamstedt.

### Einwohnerzahl
| Jahr              | Einwohner               |
| ----------------- | ----------------------- |
| 1791              | 14 Feuerstellen         |
| 1824              | 13 Feuerstellen         |
| 1848              | 96 Personen, 14 Häuser  |
| 1. Dezember 1871  | 101 Personen, 17 Häuser |
| 1. Dezember 1885  | 92 Personen, 16 Häuser  |
| 1. Dezember 1905  | 101 Personen, 18 Häuser |
| 1. Dezember 1910  | 123                     |
| 1925              | 132                     |
| 1933              | 122                     |
| 1939              | 138                     |
| 31. Dezember 2009 | 138                     |

### Religion
Nindorf ist evangelisch-lutherisch geprägt und gehört zum Kirchspiel der St.-Bartholomäus-Kirche in Lamstedt.
Die Katholiken gehen zur St.-Ansgar-Kirche in Warstade, die seit 2010 Teil der Kirchengemeinde Heilig Geist in Stade ist.
Das Dorf teilt sich einen Friedhof mit Hackemühlen. Der Friedhof Hackemühlen/Wohlenbeck liegt zwischen den beiden Orten an der B 495/dem Kapellenweg. Auf dem Friedhof befindet sich eine Kriegsgräberstätte, die an vier russische Kriegsgefangene des Ersten Weltkrieges und einen polnischen Zwangsarbeiter des Zweiten Weltkrieges erinnert.

### Wappen
Das Wappen zeigt auf blauem Grund unten eine silberne Wellenlinie und oben einen goldenen Eichenzweig mit drei Eicheln und vier Blättern.

## Wirtschaft und Infrastruktur
Bei Wohlenbeck steht der 138 Meter hohe Fernmeldeturm Lamstedt.

### Verkehr
Wohlenbeck liegt an der Bundesstraße 495, die im Norden bei Hemmoor zur Bundesstraße 73 hinführt. Im Süden verläuft die B 495 über Lamstedt nach Bremervörde. Eine kleinere Straße führt nach Wohlenbeckermoor im Nordosten und von dort weiter nach Tegelkamp/Basbeck.
Die nächste Autobahn ist die Autobahn 26 (Abschnitt Stade–Hamburg). Die Auffahrt 2 Stade-Süd liegt etwa 33 Kilometer im Südosten von Wohlenbeck an der B 73. Die Auffahrt 5 Debst auf die Autobahn 27 (Abschnitt Cuxhaven–Bremerhaven) liegt 37 Kilometer westlich des Ortes.
Der nächste Bahnhof ist fast fünf Kilometer weit entfernt im Nordosten: der Bahnhof Hemmoor an der Niederelbebahn von Cuxhaven nach Hamburg.

### Schule
Wohlenbeck hatte früher eine eigene Schule. Heutzutage gehen die Kinder nach Lamstedt in die Grundschule Lamstedt und in die Oberschule Lamstedt. Auf das Gymnasium gehen sie zum Gymnasium Warstade.

### Bauwerke
- Hofanlage Ortsstraße 28 von 1848 in Fachwerk